# 榆树林子镇 (建平县)
榆树林子镇，是中华人民共和国辽宁省朝阳市建平县下辖的一个乡镇级行政单位。

## 行政区划
榆树林子镇下辖以下地区：
西街村、前营子村、中官营子村、树底下村、南沟村、东街村、栾家营子村、大西营子村、炮手营子村、南台子村、小房身村、房身村、老窝铺村、孤山子村、下窑沟村、大拉罕沟村和侯家营子村。